# Eureka (film 2000)
Eureka è un film del 2000 scritto e diretto da Shinji Aoyama.
Presentato al Festival di Cannes 2000, ottenne la nomination per la Palma d'oro e vinse il Premio FIPRESCI e il Premio della Giuria Ecumenica.
Gli attori che interpretano Kozue e Naoki Tamura sono realmente fratello e sorella.

## Trama
In piccolo paese del Kyūshū un mitomane dirotta un autobus e giustizia quasi tutti i passeggeri. Scampano al massacro soltanto in tre: l'autista (il signor Sawai) e i giovanissimi Kozue e Naoki Tamura, fratello e sorella. L'assassino viene abbattuto dalla polizia prima di completare la strage. Lo shock è devastante per i tre superstiti: Sawai abbandona il paese, lasciandosi dietro la sua famiglia, Kozue e Naoki si rinchiudono in casa nel mutismo più completo, venendo abbandonati dalla madre prima e dal padre poi, deceduto in un incidente stradale.
Dopo qualche tempo, Sawai ritorna al paese, ma capendo l'impossibilità di riavere la propria vita di prima (la moglie l'ha lasciato e i suoi genitori sono morti) decide di trasferirsi a casa di Kozue e Naoki. La sua decisione è assolutamente istintiva, legata sia alla sua volontà di aiutare i due ragazzi, abbandonati a se stessi, sia alla consapevolezza che ciò che hanno provato quel giorno in quell'autobus li ha legati per sempre.
Nel frattempo, due strani fatti si verificano attorno ai tre protagonisti; il primo è una serie di delitti di giovani donne, cominciata in paese  proprio con il ritorno di Sawai, il secondo è l'arrivo in casa di Akihiko, un lontano cugino di Kozue e Naoki.